# Dimos Lefkada
Dimos Lefkada (Lefkada) är en kommun i Grekland.   Den ligger i prefekturen Lefkas och regionen Joniska öarna, i den centrala delen av landet, 280 km väster om huvudstaden Aten. Antalet invånare är 20 894. Dimos Lefkada ligger på ön Lefkas.